# Ісламізація

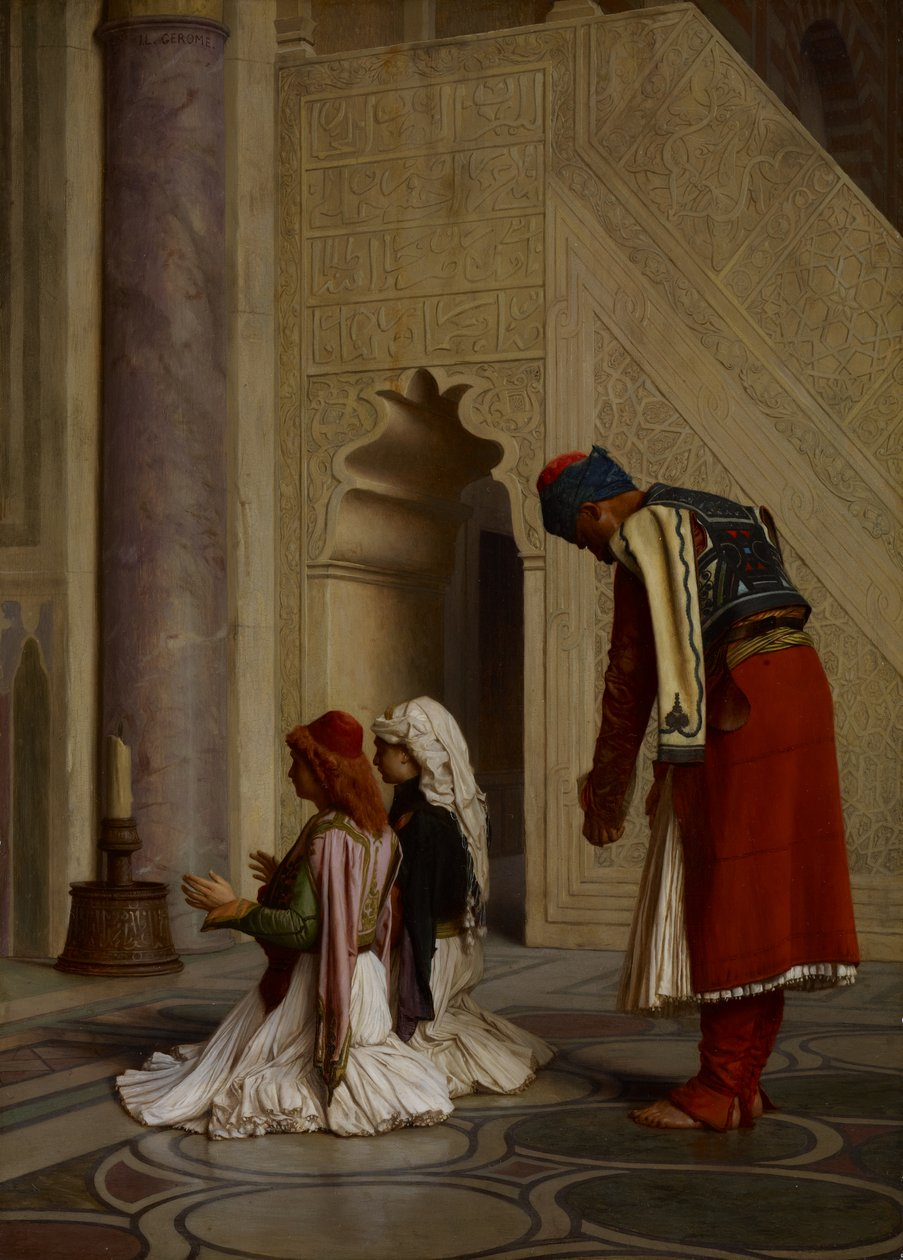
Ісламізація молодих греків була вельми поширеним явищем в більшості колишніх візантійських міст Малої Азії та Балкан XI—XVII ст. За нею зазвичай неминуче слідувала і тюркізація.

Ісламіза́ція — в VIII—XIX століттях процес поширення ісламу серед певної спільноти чи регіону. Охоплював Близький Схід, Східну і Південну Європу, Кавказ, Персію, Індію та Північну, Центральну і Східну Африку. Супроводжувався витісненням місцевої релігії, частковою арабізацією чи тюркізацією місцевого населення, культурною експансією мусульманських народів. 
У сучасній політології також вживається для означення характеру політичних рухів за повернення до мусульмансько-правових норм у державному житті (наприклад, рух ісламізації у Пакистані наприкінці 70-х років ХХ ст.).

Інше значення — процес посилення впливу ісламу в різних сферах державної політики та суспільного життя, а також процес навернення в іслам частини або цілого народу чи етносу з відмінним від ісламу віросповіданням в певному регіоні або країні.